# توماس جوزف دالی
توماس جوزف دالی (انگلیسی: Thomas Daly; ۱۹ مارس ۱۹۱۳ – ۵ ژانویهٔ ۲۰۰۴) فرد نظامی اهل استرالیا بود. وی همچنین برندهٔ جوایزی همچون نشان امپراتوری بریتانیا و نشان حمام شده‌است.